# 邦德瓦勒
邦德瓦勒（法語：Bondeval，法語發音：[bɔ̃dval]）是法国杜省的一个市镇，属于蒙贝利亚尔区。

## 地理
邦德瓦勒（47°26'40"N, 6°50'55"E）面积4.68 平方千米，位于法国勃艮第-弗朗什-孔泰大區杜省，该省份为法国东部内陆省份，北起上索恩省，西接汝拉省，东部及东南部与瑞士接壤，东北部与贝尔福地区省接壤。
与邦德瓦勒接壤的市镇（或旧市镇、城区）包括：蒂莱、罗什莱布拉蒙、瑟隆库尔、瓦朗蒂涅。

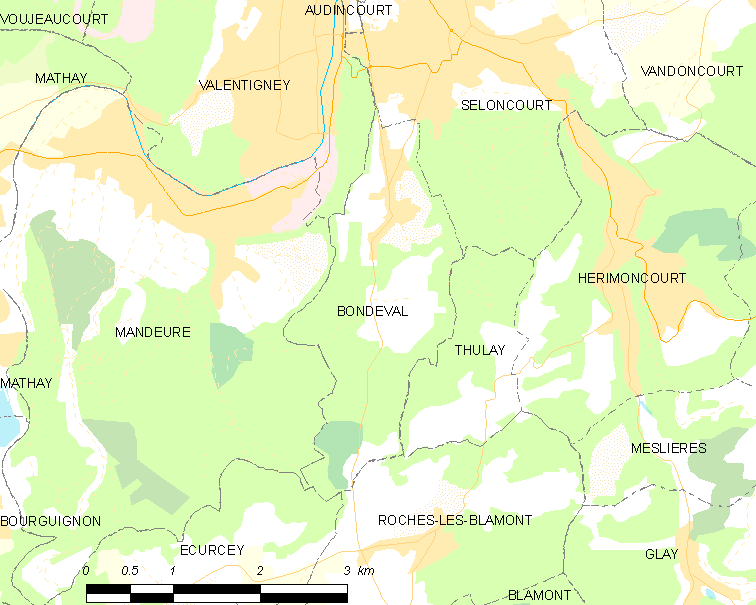
邦德瓦勒的OSM定位图

邦德瓦勒的时区为UTC+01:00、UTC+02:00（夏令时）。

## 行政
邦德瓦勒的邮政编码为25230，INSEE市镇编码为25071。

## 政治
邦德瓦勒所属的省级选区为迈什县。

## 人口

1962-2008年间邦德瓦勒人口变化图示

邦德瓦勒于2022年1月1日时的人口数量为481人。